# Caroline Lucas
Caroline Patricia Lucas (Malvern, 9 de desembre de 1960) és una política britànica, i des del 2 de setembre de 2016, colíder del Partit Verd d'Anglaterra i Gal·les, un càrrec que comparteix amb Jonathan Bartley. Ha estat diputada al Parlament per a la circumscripció de Brighton Pavilion des de les eleccions generals de 2010, quan es va convertir en la primera diputada del Partit Verd. Va ser reelegida en les eleccions generals del 2015, amb un augment de la majoria.

## Biografia
Nascuda a Malvern (Worcestershire), Lucas es va graduar per les universitats d'Exeter i de Kansas abans de rebre un doctorat per la Universitat d'Exeter el 1989. Es va unir al Partit Verd el 1986 i va ocupar diversos càrrecs del partit. També va servir al Consell del Comtat d'Oxfordshire de 1993 a 1997. Va ser escollida com a eurodiputada pel Sud-est d'Anglaterra el 1999 i reelegida el 2004 i 2009. També va ser la principal portaveu femenina del partit de 2003 a 2006 i de 2007 a 2008.
Lucas va ser escollida la primera líder del Partit Verd el 2008 i va ser elegida per representar la circumscripció de Brighton Pavilion a les eleccions generals de 2010. Va deixar les tasques de líder del partit el 2012 per dedicar més temps a les seves funcions parlamentàries i centrar-se en la campanya per ser reelegida diputada al Parlament. El setembre de 2016 va tornar al capdavant del partit, quan va ser escollida com a colíder en el marc d'un acord de repartiment de treball amb Jonathan Bartley.
És coneguda com a defensora i analista de l'economia verda, el localisme, les alternatives a la globalització, el comerç just i del benestar animal i dels aliments. Com a política i activista, ha treballat amb ONG i think tanks, incloent-hi la Royal Society for the Prevention of Cruelty to Animals, la Campanya pel Desarmament Nuclear i Oxfam.